# Black Widow (band)
Black Widow was een Britse rockband die in september 1969 werd geformeerd in Leicester (Engeland). De band stond vooral bekend om hun vroege gebruik van satanische en occulte beelden in hun muziek en toneelacts.

## Bezetting
- Clive Jones[3] (alias Clive Beer-Jones; geboren als Clive Alan Jones, 28 mei 1949, Leicester, Leicestershire - 16 oktober 2014, Warwick) - saxofoon, fluit (1966-1973)
- Gerry 'Zoot' Taylor[4] (geboren 10 november 1948, Leicester, Leicestershire) - orgel (1966-1973)
- Kip Trevor[5] (geboren als Christopher J. Trevor, 12 november 1946, Littlemore, Oxfordshire) - leadzang, gitaar, harmonica (1966-1972)
- Bob Bond[6] (geboren als Robert Bond, 2 oktober 1940, Brighton, Sussex) - basgitaar (1966-1971)
- Clive Box[7] (geboren 1946, Leicester, Leicestershire - oktober 2016) - drums, piano (1966-1971)
- Kay Garrett[8] (geboren 5 april 1949, Leicester, Leicestershire) - leadzang (1966-1969)
- Chris Dredge (geboren als Christopher Dredge, 31 oktober 1946, Tipton, Staffordshire) - leadgitaar (1966-1969)
- Jim Gannon[9] (geboren als James Gannon, 4 maart 1948, Leicester, Leicestershire) - gitaar (1969-1972)
- Romeo Challenger[10] (geboren 18 mei 1950, Antigua, West-Indië) - drums (1971-1973)
- Geoff Griffith[11] (geboren als Geoffrey Griffith, 4 april 1948, Leicester, Leicestershire - 16 april 2016, Phuket) - basgitaar (1971-73)
- John Culley[12] (geboren 1946, Leeds, West Yorkshire) - gitaar (1972-1973)
- Rick 'E' (geboren als Frank Karupa, oktober 2014) - leadzang (1972-1973)

## Geschiedenis
De band werd oorspronkelijk opgericht in 1966 als Pesky Gee! met Kay Garrett (zang), Kip Trevor (zang, gitaar en mondharmonica), Chris Dredge (gitaar), Bob Bond (basgitaar), Clive Box (drums en piano), Gerry "Zoot" Taylor (orgel), Clive Jones (ook bekend als Clive Beer-Jones; saxofoon en fluit). Jim Gannon (gitaar, zang en vibes), verving Dredge in het voorjaar van 1969. 
De band bracht Het enige album Exclamation Mark uit voor Pye Records als Pesky Gee! in 1969, voordat Garrett de band verliet. De resterende bandleden gingen verder als Black Widow en brachten hun debuutalbum Sacrifice uit in 1970. Sacrifice bereikte nummer 32 in de Britse Albums Chart. De band speelde op het Whitsun Festival in Plumpton en op The Isle of Wight Festival in 1970.
In 1971 stopte de band met zijn donkere occulte voorstellingswereld in een poging om een breder publiek te bereiken, hetgeen niet succesvol was. Na Bond en Box te hebben vervangen door Geoff Griffith en Romeo Challenger, bracht Black Widow het gelijknamige Black Widow-album uit in 1971 en Black Widow III in 1972 (toen Gannon was vertrokken en vervangen door John Culley), maar door algemeen gebrek aan interesse werden ze gedropt door CBS Records. De band nam later in 1972 het album Black Widow IV op zonder een opnamecontract. Het werd toen niet uitgebracht omdat de band uit elkaar ging, kort na het vervangen van zanger Kip Trevor door een andere zanger bekend als Rick 'E' (geboren Frank Karuba; voorheen van 'Plum Nelly'). Het album werd uiteindelijk in 1997 uitgebracht bij Mystic Records. In 1999 werden de oorspronkelijke opnamen van hun debuutalbum, gemaakt voordat Garrett de band verliet, uitgebracht als Return to the Sabbat. In 2000 bracht Black Widow Records (een Italiaans label) King of the Witches: Black Widow Tribute uit met bands als Death SS en Church of Misery, evenals nummers met de oorspronkelijke leden Kip Trevor en Clive Jones. In 2003 bracht Sanctuary Records een Anthology uit op een dubbel-cd.
In 2007 bracht Mystic Records de concertfilm Demons of the Night Gather To See Black Widow - Live uit als dvd. De film bevat de hele Sacrifice-albumshow van Black Widow uit 1970. Jones en Geoff Griffith begonnen te werken aan nieuwe Black Widow-muziek. Paolo 'Apollo' Negri van een Italiaanse hardrockband Wicked Minds stemde in met het project op keyboards. Het volgende Black Widow-studioalbum Sleeping With Demons had een new wave-stijl uit de jaren 1980. Rockzanger Tony Martin staat op het album als gastzanger op het nummer Hail Satan. Het populairste nummer van Black Widow Come to the Sabbat is gecoverd door vele bands en artiesten, waaronder Timberjack (Top 10-hit in Nieuw-Zeeland in 1971), Jon the Postman, Bewitched, Death SS en Propagandhi. Jones van Black Widow schreef samen met Mark Pollard en Kevin Brooks een ABBA tribute-nummer Hey You Ring Me Tonight, opgenomen door de Zweedse band The Airwaves en uitgebracht in 2008 op hun 3-tracks cd met dezelfde naam (Riverside Records Bonnier Amigo Distribution). In 2012 verscheen gitarist John Culley op een coverversie van het Black Widow-nummer You're So Wrong op het debuutalbum van Corvus Stone.

## Discografie

### Albums
- 1969: Exclamation Mark als Pesky Gee! (Pye Records)
- 1970: Sacrifice (CBS Records)
- 1971: Black Widow (CBS Records)
- 1972: Black Widow III (CBS Records)
- 1972, 1997: Black Widow IV (Mystic Records)
- 1998: Return to the Sabbat (Mystic Records)
- 2008: Demons of the Night Gather to See Black Widow – Live (Mystic Records)
- 2011: Sleeping with Demons (Smack Management)
- 2012:See's the Light of Day (Black Widow Records), live en studio-uitvoeringen opgenomen in 1971

### Singles
- 1970: Come to the Sabbat[14] / Way to Power (CBS Records)
- 1971: I Wish You Would / Accident (CBS Records)

### Compilaties
- 2003: Come to the Sabbat – Anthology (Sanctuary Records)